# Knokke-Heist

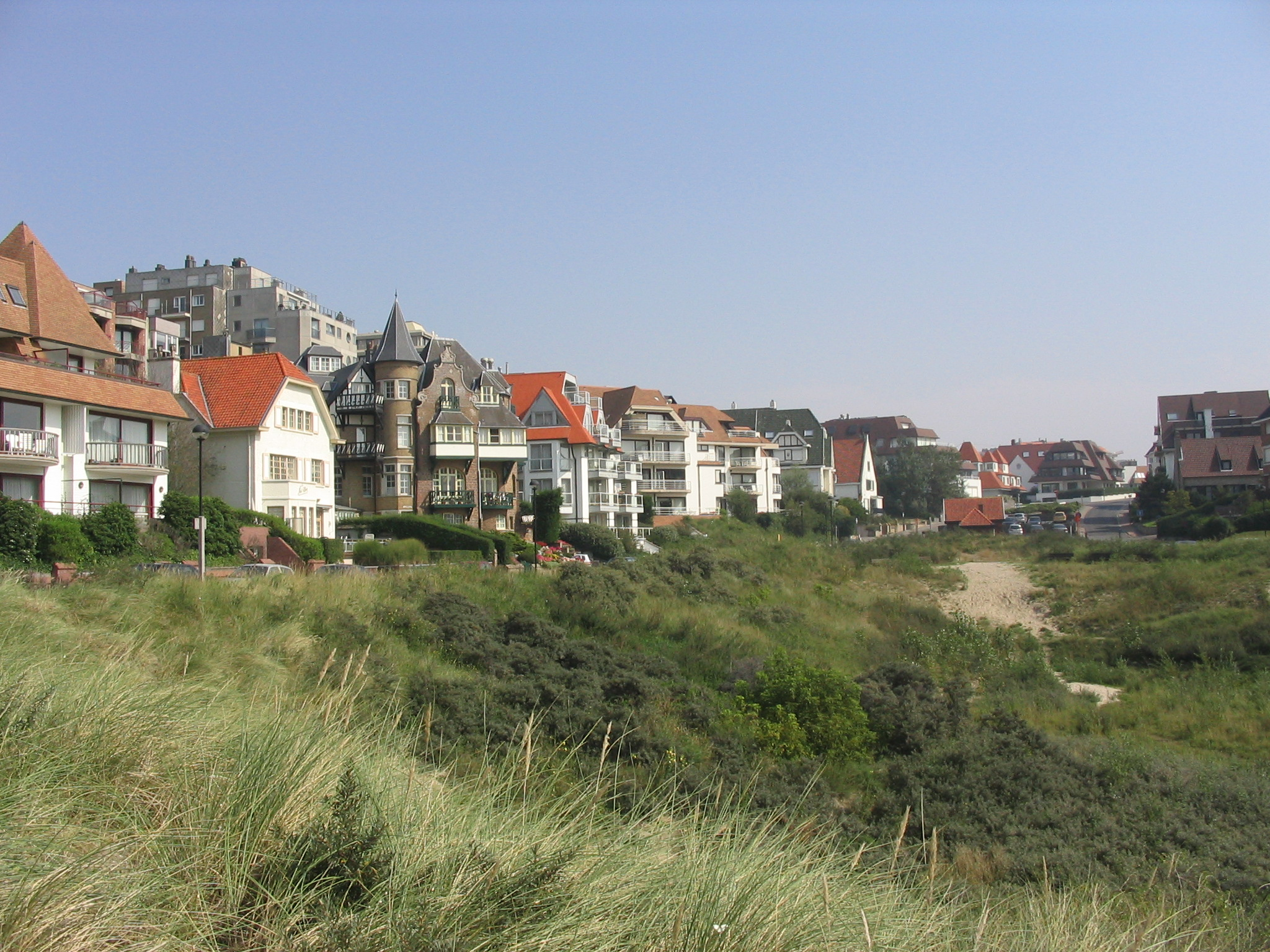

Knokke-Heist (fr. Knocke-Heist) – miejscowość i gmina uzdrowiskowa w Belgii, w Regionie Flamandzkim, w prowincji Flandria Zachodnia, w okręgu Brugia. Leży nad Morzem Północnym, przy granicy z Niderlandami. Gmina zajmuje powierzchnię 61,59 km². 1 stycznia 2024 roku zamieszkiwało ją 32 514 osób. Knokke-Heist jest najbardziej znanym kurortem nadmorskim Belgii. Początki gminy sięgają XIII w. 
Znajduje się tu duży rezerwat przyrody Park Natury Zwin (Zwin Natuur Park) z wieloma rzadkimi gatunkami ptaków.

## Podział administracyjny
W skład gminy wchodzą cztery dzielnice (deelgemeente):
- Heist
- Knokke (Knocke)
- Ramskapelle
- Westkapelle